# Helmut Gude
Helmut Gude (* 23. November 1925 in Düren; † 3. Februar 2001 in Montgomery, Pennsylvania) war ein deutscher Hindernisläufer.
Über 3000 m Hindernis wurde er bei den Olympischen Spielen 1952 in Helsinki Achter.
1951 und 1952 (mit dem deutschen Rekord von 8:50,0 min) wurde er Deutscher Meister über 3000 m Hindernis, 1953 im Crosslauf.
Helmut Gude startete für den TSV Esslingen. 1954 emigrierte er in die Vereinigten Staaten.